# Aufputz
Aufputz ist die Bezeichnung für Büschel, Quasten und Fransen aus Tierhaar oder Wolle, die an Jagd- und Kriegswaffen vom 16. bis 18. Jahrhundert angebracht waren. Meist wurden sie an folgenden Waffen angebracht:
- Lanzen
- Spießen
- Zweihändern
- Spontons
- Zeremonialschwertern

Die Quasten dienten als Verzierung. Eine zusätzliche Funktion der Quasten war es, Blut von den Griffstücken der Waffen fernzuhalten. Blut an den Griffstücken konnte die Griffigkeit und damit die Einsatzmöglichkeiten der Waffe beeinträchtigen.